# Río Don (Inglaterra)
El río Don (en lugares specificos: Dun) es un río inglés que corre en el este de Inglaterra, principalmente en Yorkshire del Sur pero desemboca en el condado vecino de Yorkshire del Este. El Don tiene una longitud de 70 millas (112 kilómetros) y es un tributario del río Ouse, el sexto río más largo del Reino Unido. La tierra alrededor del Don es llano cerca del mar.
El Don empieza en el Depósito de Winscar, en el parque nacional del Distrito de los Picos a una altitud de 400 m. El primer pueblo a su lado es Millhouse Green, y entonces la primera villa es Penistone. Más tarde el Don corre en la villa de Stocksbridge, y su única ciudad Sheffield. Después de Mexborough y Conisborough el Don entra Doncaster.
Desembocaba en el río Trent hasta 1620, cuando fue cambiado por el ingeniero neerlandés Cornelius Vermuyden, para recalamar tierra como en su país. La canal que tome el Don al Ouse se llama el Dutch River (español: Río Neerlandés). La última villa antes el final del Don es Goole en Yorkshire del Este.